# Anri Jokhadze
Anri Jokhadze (en georgiano: ანრი ჯოხაძე; Tiflis, RSS de Georgia, Unión Soviética, 6 de noviembre de 1980) es un cantante georgiano de pop, que representó a su país en el Festival de la Canción de Eurovisión 2012 con la canción «I'm a joker» («Soy un bromista»). No es la primera vez que participa en Eurovisión, en el  Festival del 2008, acompañó como corista en la actuación de Diana Gurtskaya.
Anri lleva cantando desde los 4 años, y desde entonces ha participado en gran cantidad de concursos y conciertos, tanto en Georgia como en el extranjero. Es autor de canciones y guionista de videoclips. Además, también es representante de muchos cantantes nuevos que se inician en la profesión.
Comenzó su carrera musical en 1998, ganando trece premios de música en concursos internacionales hasta la fecha. Incluso, también tiene el título de "La Voz de Oro de Georgia".

## Discografía
- Me Maints Moval (2005)
- I Appear on the Stage Again (2006)
- New Songs (2011)